# Casa al carrer Serra Bullones, 8 (Sant Pere Pescador)
La Casa al carrer Serra Bullones, 8 és una obra de Sant Pere Pescador (Alt Empordà) inclosa a l'Inventari del Patrimoni Arquitectònic de Catalunya.

## Descripció
Situada dins del nucli urbà de la població de Sant Pere Pescador, a poca distància al sud de l'antic recinte medieval de la vila.
Edifici entre mitgeres de planta rectangular, amb terrat a la part davantera i teulada d'un sol vessant a la part posterior. Presenta planta baixa i dos pisos. La façana principal té un portal rectangular a la planta baixa, bastit amb carreus de pedra als brancals i la llinda plana gravada amb l'any 1699, una creu i un nom il·legible. Al primer pis hi ha un finestral també emmarcat amb carreus, amb sortida a un balcó, i a la segona planta hi ha una finestra. La façana està coronada amb una cornisa motllurada damunt la que s'assenta la barana del terrat.
La construcció està arrebossada i pintada de blanc, amb carreus en una de les cantonades.

## Història
En el nucli antic de Sant Pere Pescador hi ha algunes cases dels segles XVI, XVII i XVIII amb interessants elements arquitectònics. Amb l'acabament de les guerres remences la vila de Sant Pere Pescador s'expandí més enllà del nucli fortificat al centre, on hi havia l'església i la casa Caramany, sobretot vers migdia on es formà un extens barri entre la muralla i el riu. L'habitatge del carrer Serra Bullones 8 és possiblement del segle xvii amb reformes posteriors, com ho testimonia la data 1699 gravada a una llinda.